# Нузаре, Робер
Робе́р Нузаре́ (фр. Robert Nouzaret; род. 29 сентября 1943, Марсель) — французский футболист, тренер.

## Карьера игрока
Мало что известно про игровую карьеру Нузаре. Он играл за «Лион», «Монпелье», «Бордо», последними его клубами были «Геньон» и «Орлеан». Играл на позиции полузащитника. В составе «Лиона» выиграл Кубок Франции 1967 года.

## Карьера тренера

### Начало
Первым клубом в тренерской карьере Нузаре был «Орлеан», который он принял как играющий тренер, параллельно завершая в нём активную игровую карьеру. Поработав в «Орлеане» два года, в 1976 году Нузаре был приглашен в «Монпелье».
В «Монпелье» Нузаре работал четыре года. За сезон он помог клубу выйти из третьего во второй дивизион. В течение двух последующих лет «паладины» занимали 6 и 5 места в дивизионе, а в 1980 вышли в Лигу 1, но в это время Нузаре покинул клуб. Следующие два года тренировал «Сан-Дье». После года в команде «Бурж» Нузаре вернулся в «Монпелье», который играл в Лиге 2. Вновь вывести «паладинов» в высший дивизион не удалось и в 1985 году он покинул клуб. В услугах Нузаре был заинтересован «Лион», куда тренер и перешёл.
В 1988 году Нузаре возглавил «Кан». Команда только вышла в Лигу 1, но весь сезон 1988/89 боролась за выживание, закончив сезон на 16 месте. В следующем сезоне «Кан» закончил чемпионат на той же позиции, а в 1990 году Нузаре покинул клуб. Он вернулся в «Монпелье», но уже в роли спортивный директор.

### Дальнейшая карьера
В 1996 году Нузаре возглавил сборную Кот-д’Ивуара. Он руководил сборной на Кубке африканских наций 1996 года в ЮАР, но «слоны» не смогли выйти из группы, в которой также играли Гана, Тунис и Мозамбик. На следующем розыгрыше турнира в 1998 году Кот-д’Ивуар вышел с первого места в плей-офф, опередив ЮАР, Анголу и Намибию. В четвертьфинале «слоны» попали на Египет и уступили им в серии послематчевых пенальти со счётом 4-5. После вылета из турнира Нузаре покинул сборную.
В 1998 году вернулся во Францию, где стал главным тренером «Сент-Этьена». В первом же сезоне ему удалось поднять клуб в Лигу 1. Заняв 6-е место в высшем дивизионе во втором сезоне, в третьем - клуб вылетел в Лигу 2, а Нузаре был уволен.
В сезоне 2000/01 возглавил «Тулузу», которая из-за финансовых проблем попала в Насьональ и лишена профессионального статуса. Следующий сезон руководил «Бастией» и помог клубу дойти до финала национального кубка, но Нузаре решил самовольно покинуть клуб.
В 2002 вновь принял сборную Кот-д’Ивуара. На Кубке африканских наций того же года «слоны» заняли последнее место в группе, взяв одно очко в матче против Того. Нузаре продолжил работу со сборной и после турнира. На КАН 2004 Кот-д’Ивуару квалифицироваться не удалось, а французский тренер был уволен.

### Последние годы
В феврале 2004 года Нузаре вернулся в «Монпелье». Команда вылетела в Лигу 2 и перед Нузаре была поставлена задача вернуть клуб в высший дивизион. Но он не смог выполнить эту задачу, команда закончила турнир в Лиге 2 на восьмом месте, а Робер был уволен. Недолгое время он работал в алжирском клубе «МК Алжир», пока в 2006 году не принял предложение сборной Гвинеи. Первым турниром для Нузаре во главе Гвинеи стал КАН 2008 в Гане. Гвинея вышла в плей-офф, заняв 2 место в группе вслед за хозяевами турнира — сборной Ганы. Но уже на стадии 1/4 гвинейцы попали на бывшую команду Нузаре — Кот-д’Ивуар, которой крупно уступили со счётом 0:5.
Следующий отбор был одновременно отбором и на чемпионат мира и на Кубок афринканских наций. Гвинея хорошо прошла первый этап, заняв первое место в группе, но провалив второй этап, где Гвинея стала последней в группе, выиграв лишь один матч. После чего Нузаре был уволен.
В 2010 году он возглавил сборную Демократической Республики Конго, объявив, что это будет его последней работой перед окончанием карьеры футбольного тренера.